# Kohleria hypertrichosa
Kohleria hypertrichosa är en tvåhjärtbladig växtart som beskrevs av J.L. Clark och L.E. Skog. Kohleria hypertrichosa ingår i släktet Kohleria och familjen Gesneriaceae. Inga underarter finns listade i Catalogue of Life.